# Antichloris viridis
Antichloris viridis là một loài bướm đêm thuộc phân họ Arctiinae, họ Erebidae.